# Kongoh Bancho
Kongoh Bancho (金剛番長, Kongō Banchō) est un manga shōnen écrit et illustré par Nakaba Suzuki. Il a été prépublié dans le magazine Weekly Shōnen Sunday de l'éditeur Shōgakukan entre 2007 et 2010, et douze tomes sont sortis au 16 juillet 2010.
En France, le manga est édité par Kana depuis mai 2011.

## Synopsis
Kongoh Bancho est un rebelle au grand cœur. Une machination se met en place, visant à prendre le contrôle de Tokyo et ainsi imposer un nouvel ordre à tout le Japon. Grâce à sa force colossale et aidé de ses amis, Kongoh devra démolir ce plan diabolique.

## Manga

### Fiche technique
- Édition japonaise : Shōgakukan
  - Nombre de volumes sortis : 12 (terminé)
  - Date de première publication : février 2008
  - Prépublication : Weekly Shōnen Sunday
- Édition française : Kana
  - Nombre de volumes sortis : 12 (terminé)
  - Date de première publication : mai 2011
  - Format : 115 mm x 175 mm

### Liste des volumes
| no | Japonais         | Japonais          | Français         | Français          |
| no | Date de sortie   | ISBN              | Date de sortie   | ISBN              |
| -- | ---------------- | ----------------- | ---------------- | ----------------- |
| 1  | 18 février 2008  | 978-4-09-121293-1 | 6 mai 2011       | 978-2-5050-1093-7 |
| 2  | 16 mai 2008      | 978-4-09-121394-5 | 6 mai 2011       | 978-2-5050-1094-4 |
| 3  | 11 août 2008     | 978-4-09-121458-4 | 26 août 2011     | 978-2-5050-1212-2 |
| 4  | 18 novembre 2008 | 978-4-09-121510-9 | 4 novembre 2011  | 978-2-5050-1263-4 |
| 5  | 18 février 2009  | 978-4-09-121595-6 | 3 février 2012   | 978-2-5050-1411-9 |
| 6  | 17 avril 2009    | 978-4-09-121899-5 | 4 mai 2012       | 978-2-5050-1455-3 |
| 7  | 17 juillet 2009  | 978-4-09-121707-3 | 24 août 2012     | 978-2-5050-1524-6 |
| 8  | 16 octobre 2009  | 978-4-09-121787-5 | 7 décembre 2012  | 978-2-5050-1584-0 |
| 9  | 18 janvier 2010  | 978-4-09-122136-0 | 1er février 2013 | 978-2-5050-1690-8 |
| 10 | 16 avril 2010    | 978-4-09-122265-7 | 7 juin 2013      | 978-2-5050-1820-9 |
| 11 | 18 juin 2010     | 978-4-09-122328-9 | 30 août 2013     | 978-2-5050-1821-6 |
| 12 | 16 juillet 2010  | 978-4-09-122420-0 | 22 novembre 2013 | 978-2-5050-1822-3 |